# Rossini! Rossini!
Rossini! Rossini! és una pel·lícula italiana del 1991 dirigida i escrita per Mario Monicelli, centrada en la vida del compositor i compositor d'òpera Gioachino Rossini i amb Sergio Castellitto i Philippe Noiret com a protagonistes. Castellitto interpreta Rossini de jove i l'actor francès, en canvi, interpreta el compositor en els seus últims anys de vida, fins a la seva mort. Monicelli va substituir com a director Robert Altman, a causa de les diferències d'aquest amb els productors.
La pel·lícula també està plena de cameos del cantautor Giorgio Gaber, pel qual va rebre una nominació per a David di Donatello el 1992, i Vittorio Gassman, en el paper del compositor alemany Ludwig Van Beethoven.

## Argument
París, cap al 1868. Gioachino Rossini, famós compositor italià que ja fa temps que viu més enllà dels Alps, recorda la seva vida i els seus amors juntament amb la seva dona i alguns amics, entre ells Costantino Nigra i el Comte de La Rochefoucauld. Des de quan encara era un nen al seu Pesaro natal, va cantar amb la seva mare al teatre fins al seu debut a Venècia com a compositor d'òpera, on va conèixer lal contralt Marietta Marcolini que estarà al teu costat en les primeres baralles (tant per tal de fer-li evitar que la Campanya de Rússia de 1812 entri a les mans de Napoleó II), i que inspirarà el seu famós estil.
El 1812, amb motiu d'una gira al Scala, va conèixer la famosa soprano Isabella Colbran, i després l'empresari Domenico Barbaja, que va convèncer. ell per seguir-lo a Nàpols i treballar per al San Carlo. Després d'haver deixat Marcolini, Rossini recollirà èxits a Nàpols, però també ferotges crítiques (sobretot per la representació, a Roma i no al sud, del famós El Barber de Sevilla, hàbilment "boicotejat" pel mateix Barbaja). Aviat esclata una passió aclaparadora entre ell i Colbran, ja enamorat de Barbaja, que els portarà a casar-se durant un viatge de la companyia a Viena, desfermant així la ira de l'empresari.
Aviat, però, Rossini va canviar d'opinió i es va traslladar a París on, amb un gran esforç, va escriure la seva darrera obra important, la Guglielmo Tell, abans de retirar-se per cansament. Poc temps després també se separarà d'Isabella i, després d'una darrera reunió amb Barbaja que el convenç d'escriure lStabat Mater, Rossini coneix la seva segona dona, Olympe Pélissier, que li estarà a prop els darrers anys.

## Repartiment
- Sergio Castellitto: Rossini giovane
- Philippe Noiret: Rossini anziano
- Giorgio Gaber: Domenico Barbaja
- Jacqueline Bisset: Isabella Colbran
- Assumpta Serna: Maria Marcolini
- Sabine Azéma: Olympe Pélissier
- Galeazzo Benti: La Rochefoucauld
- Pia Velsi: Adina
- Claudio Gora: Dott. Bardos
- Mario Maffei: Morandi
- Daniela Foà: Signora Morandi
- Maurizio Mattioli: Mimi'
- Vittorio Gassman: Ludwig van Beethoven (cameo)

## Reconeixements
- David di Donatello 1992:
  - Millor dissenyador de vestuari
  - Nominació al Millor actor secundari: Giorgio Gaber
- Ciak d'oro 1992:
  - Millor vestuari a Lina Nerli Taviani[4]

## Producció
El paper de l'empresari Barbaja, abans que Gaber, havia estat proposat a Paolo Villaggio i Marcello Mastroianni.
Algunes escenes de la pel·lícula es van rodar a la Cort de Pantaro di Sopra al municipi de Gattatico, mentre que altres es van rodar a la província de Pesaro i Urbino, entre els municipis d’Urbino (Parco della Resistenza), Sant'Angelo in Vado (piazza Pio XII), Cagli (Teatro comunale), Piobbico e Pesaro.